# アジア太平洋博覧会
アジア太平洋博覧会-福岡'89（アジアたいへいようはくらんかい ふくおかはちじゅうきゅう）は、1989年3月17日から1989年9月3日まで福岡県福岡市早良区百道浜（ももちはま）および中央区地行浜（じぎょうはま）一帯の臨海埋め立て地区にて開催された地方博覧会。

## 概要
福岡市の市制施行100周年を記念し、アジアおよび太平洋地域をテーマとした博覧会を開催。日本国内からは1,056企業・団体、国外からは37か国・地域と2国際機関が出展参加し、43館（国内33館、外国10館）のパビリオンが設置された。
本博覧会に合わせて建てられた福岡タワー・福岡市博物館・西部ガスミュージアムなどはそのまま営業を続け、残りの会場跡地は住宅地や商業地、公園などとして整備された。福岡ドーム（現「みずほPayPayドーム福岡」）も駐車場跡地に建設された。当時、会場にあった国内最大級の観覧車は、会期終了後、熊本県荒尾市の三井グリーンランド（現「グリーンランド」）に移設され使用されているほか、屋外展示物であった一対の「タイの竜パヤナーク」（寺院ワット・プラタートドーイステープの参道にある蛇神ナーガの像がモデル）は鹿児島県阿久根市の商業施設、 AZあくねへ譲渡され「七頭竜神」として展示している。
会場へのアクセス道路となった幹線道路はよかトピア通りと名付けられている。
オープニングセレモニーでは夏木マリ主演のミュージカル、期間中にはフジテレビ系列「笑っていいとも」の生中継も行われた。
閉会後には財団法人「よかトピア記念国際財団」が発足し福岡アジア文化賞などの記念事業や国際交流事業を行い、2014年には福岡国際交流協会と合併し公益財団法人「福岡よかトピア国際交流財団」となっている。
- 主催：財団法人アジア太平洋博覧会協会
- 会場：福岡県福岡市早良区・中央区 百道・地行地区埋立地「シーサイドももち」（総面積78ha・主会場40ha）
- 会期：1989年3月17日 - 9月3日
- 後援：外務省、文部省、厚生省、農林水産省、通商産業省、運輸省、郵政省、労働省、建設省、自治省、科学技術庁、国土庁、全国知事会、全国市長会、全国町村会、全国都道府県議会議長会、全国市議会議長会、全国町村議会議長会、住宅・都市整備公団、日本道路公団福岡建設局、国際観光振興会、日本貿易振興会、経済団体連合会、日本商工会議所、日本観光協会、日本旅行業協会、日本新聞協会、日本民間放送連盟、太平洋アジア観光協会日本支部、日本放送協会、日本電信電話、日本たばこ産業、日本航空、全日本空輸、エアーニッポン、日本エアシステム、九州地方知事会、九州各県議会議長会、九州市議会議長会、九州各県町村議会議長会、九州山口経済連合会、九州商工会議所連合会、九州商工会連合会、九州地区農協中央会連絡協議会、九州旅客船協会連合会、九州鉄道協会、九州バス協会、中国バス協会、福岡エアラインズアソシエーション、長崎航空、佐賀県、佐賀県教育委員会、長崎県、長崎県教育委員会、熊本県、熊本県教育委員会、大分県、大分県教育委員会、宮崎県、宮崎県教育委員会、鹿児島県、鹿児島県教育委員会、沖縄県、沖縄県教育委員会、山口県、山口県教育委員会、北九州市、北九州市教育委員会、北九州市商工会議所
- 公開時間
  - 通常時：9:30 - 18:00
  - 夜間開場日：9:30 - 21:00（5月3・4日、6月毎週土曜、7月1日 - 9月2日）
- 愛称：よかトピア（yokatopia） - 竹中俊裕が考案、「よか」は九州全域で使われる「良い」を意味する方言とレジャーを連想させる「余暇」を合わせたものとし、九州全域の祭りをアピールしたものとした。
- テーマ：新しい世界のであいを求めて
- サブテーマ
  - 海と陸とのであいをさぐる-自然とまじわる人間的な国際海浜都市を-
  - 歴史と未来の出会いを考える-歴史と伝統の原点から、より豊かな文化の未来を-
  - 人と物とのであいを見なおす-人と物の生きた関係から、新しい経済的活力を-
  - 技術と心のであいを発見する-科学技術の進歩と明日を作る心の調和を-
  - 九州/福岡と世界の出会いをめざす-人と人のふれあいから国際的なネットワークを-
- シンボルマーク - 花田寛治がデザイン。地球・人同士の触れ合いや出会い等の根源的な繋がりを表す楕円形の中に、環太平洋・アジア太平洋の力強い波濤・博多湾の地形等様々なイメージを持たせた曲線と点のモチーフを入れ、アジア太平洋を始めとした世界に開かれた未来への大きな可能性を強調したものとした。
- テーマソング - 海からのであい（作詞：武田鉄矢 作曲：山木康世 歌：武田鉄矢）
  - 音頭：「地球をころがせ」（作詞：岡村梨枝子 補作詞：いではく 作曲：遠藤実 歌：祭小春 振付：花柳糸之）、「よかトピアハイヤ」（作詞：伊藤邦輔 作曲：遠藤実 歌：祭小春[3]）
  - キャンペーンソング：「よかトピアホリデー」（作詞：伊藤邦輔 作曲：高橋城[3]）

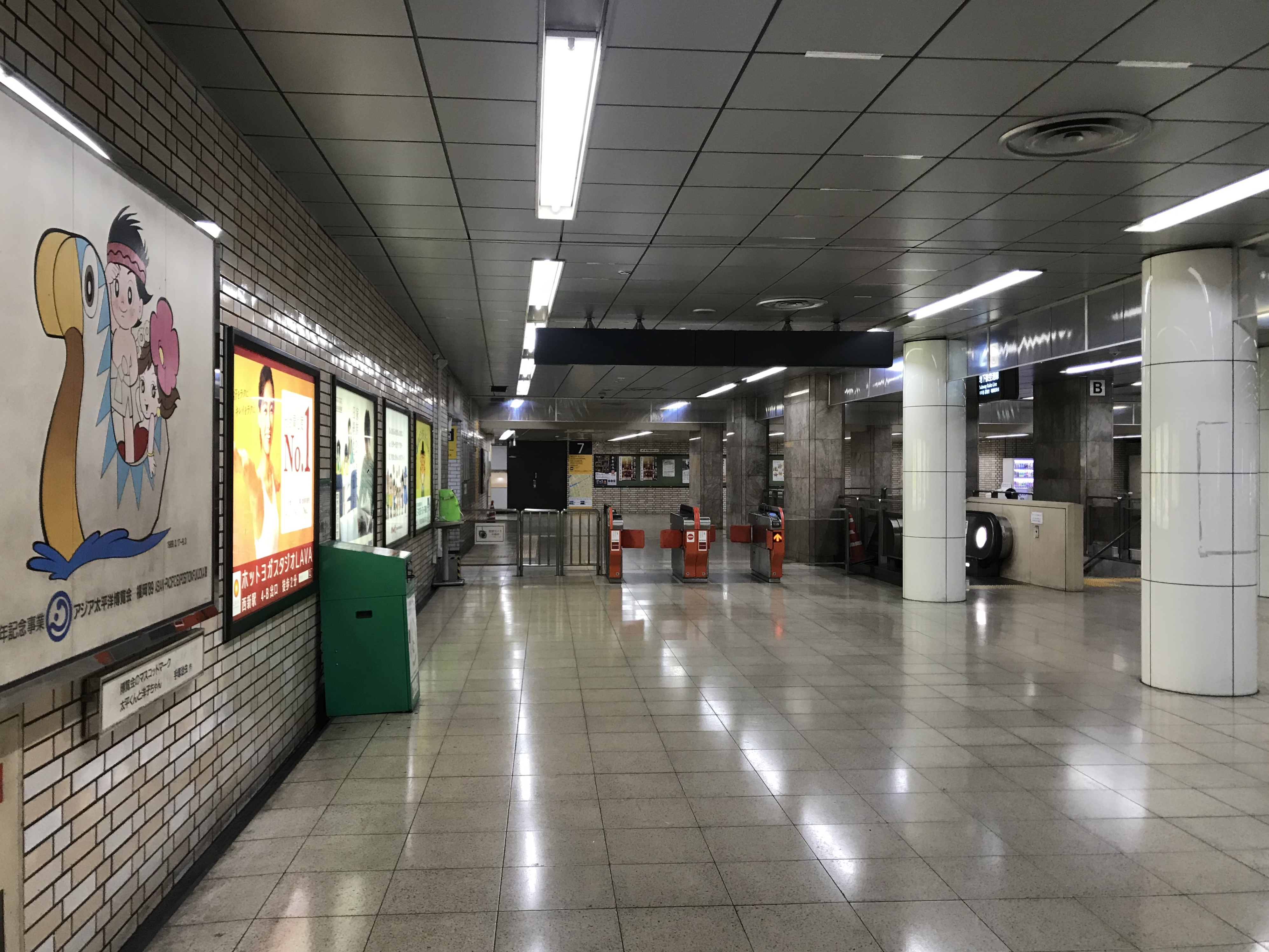
福岡市地下鉄空港線西新駅改札内に残る「太平くん」と「洋子ちゃん」の壁画（2019年）

- マスコットマーク ：「太平くんと洋子ちゃん」 - スケールの大きさや明るさ・楽しさを効果的に表現できる作家として手塚治虫にデザインを依頼したが、開幕を待たずに逝去した。ニュージーランドのマウイ族を題材に、カヌー「アジア号」に乗った少年の「太平くん」と少女の「洋子ちゃん」が様々な出会いを求め黒潮に乗り九州へ近づくイメージを表現し、洋子ちゃんの頭には福岡市の花である芙蓉を飾ったデザインとした。
- 役員
  - 名誉会長：奥田八二（福岡県知事）、進藤一馬（前福岡市長）
  - 会長：桑原敬一（福岡市長）
    - 旧会長：進藤一馬（当時福岡市長）

  - 特別顧問：永倉三郎（九州電力取締役相談役）
  - 副会長：友池一寛（福岡市助役）、富永永一（福岡県副知事 専務理事兼任）、山下敏明（福岡商工会議所会頭）、青木秀（西日本新聞社社長）
    - 旧副会長：桑原敬一・大石秀雄（いずれも当時福岡市助役）、武田隆輔（当時博多港開発社長・博多港振興協会会長 専務理事兼任）、吉本弘次（当時福岡商工会議所会頭）

  - 事務局長：草場隆

## 入場料
- 前売り券
  - 第1期（1988年1月16日 - 7月31日 25%割引）：大人2,000円・高校生1,200円・小中学生1,000円・全期間通用券12,000円 335.5万枚販売
  - 第2期（1988年10月1日 - 1989年2月15日 15%割引）：大人2,300円・高校生1,400円・小中学生1,100円・全期間通用券13,800円 66.4万枚販売
- 当日券初期料金（1989年3月1日 - 3月31日）
  - 普通入場券：大人2,700円・高校生1,600円・小中学生1,300円
  - 一般団体割引（25人以上）：大人2,300円・高校生1,400円・小中学生1,100円・幼児400円
  - 学校行事団体割引（通常校25人以上、へき地指定校は25人未満可）：高校生800円・小中学生600円・幼児300円
  - 全期間通用券（写真貼付記名式）：16,200円
  - 回数・グループ券（5枚綴り）：大人12,200円・高校生7,200円・小中学生5,800円
  - 特別割引（障害者・戦傷病者・原爆被爆者・70歳以上と身体障害者1-3級・療育手帳Aの介護者1名）：大人1,300円・高校生800円・小中学生600円・幼児300円
  - 夜間割引（午後5時以降入場時適用）：大人1,400円・高校生800円・小中学生600円・幼児300円
  - 2日間連続入場券：大人4,600円・高校生2,800円・小中学生2,200円
  - 3日間連続入場券：大人6,100円・高校生3,600円・小中学生3,000円
- 当日券新料金（消費税3%付加改定 4月1日-閉幕）
  - 普通入場券：大人2,780円・高校生1,640円・小中学生1,330円
  - 一般団体割引：大人2,300円・高校生1,400円・小中学生1,100円・幼児410円
  - 学校行事団体割引：高校生820円・小中学生610円・幼児300円
  - 全期間通用券：16,680円
  - 回数・グループ券：大人12,560円・高校生7,410円・小中学生5,970円
  - 特別割引：大人1,330円・高校生820円・小中学生610円・幼児300円
  - 夜間割引：大人1440円・高校生820円・小中学生610円・幼児300円
  - 2日間連続入場券：大人4,730円・高校生2,880円・小中学生2,260円
  - 3日間連続入場券：大人6,280円・高校生3,700円・小中学生3,090円

## 主なパビリオン
アジア太平洋ゾーン
日本とアジア太平洋を結ぶ海を象徴する延長650mの川や人工海浜に囲まれアジア太平洋の樹木を茂らせ、野外展示施設や海外パビリオンを配して海外のパフォーマンスと合わせてアジア太平洋の空間イメージを演出した野外展示を中心としたゾーン。
- 芙蓉グループバードカントリー
  - テーマ：ありがとう鳥たち-ぼくらの仲間
  - 鳥と人の触れ合いを通して、生命の素晴らしさや自然の大切さを表現する。建物は福岡タワーから俯瞰しアジア太平洋へ向かい羽ばたく鳥を象徴化した外観で高さ20m・広さ1200平米の柱のない空間で自在な飛翔空間を確保し、尾部には羽ばたきの動感と夏季の涼感を演出する噴水を設置。また飛行する鳥と水鳥の生態を同時観察出来る展示は本施設が国内初となり、閉幕後は福岡市動植物園に極楽鳥を含む47種186羽が寄贈された。
  - 鳥類飼育展示 - パプアニューギニア政府協力のアカカザリフウチョウ（極楽鳥）をはじめアジア太平洋地域の52種218羽をシンガポール・韓国など国内外9箇所の動物園等から借り受けて展示。飼育管理は福岡市動植物園の専門家スタッフが6人在中しジュロン・バードパークなど借入先のスタッフも協力にあたった。
  - インフォメーションコーナー - ビデオやパネルで人と鳥の関わりや自然の中の鳥などのテーマで生命や自然の尊さを伝える。
  - 中央展望台 - 建物上部のテレビカメラ3台を用い地上から見えない鳥の生態を観察させ、左右の2台は来場者による遠隔操作を可能とした。
  - 水中ウォッチングコーナー - 池に面した通路の一部をガラス張りとし、餌を取る瞬間や水かきの動きなど水鳥の生態を観察させる。
  - Q&Aコーナー - 鳥について親しみと関心を持てる展示を展開。
- ハートピアフラワーパラダイス
  - テーマ：フラワーロードの出会い～熱帯の花と果実の競演～
  - 7400平米の敷地に温室パビリオンと220種10万株のアジア太平洋地域の珍しい植物を展示しエキゾチックなムードを演出し、アジア太平洋地域との理解や友情を深める願いを表現する。
  - プルメリア温室 - 一辺15.5mの正五角形平屋でプルメリアをイメージした外観のパビリオン。「花と香りの楽園」「密林の楽園」「果樹の楽園」の3ゾーンを中心に人工の滝で爽やかさを演出、また特別展示としてスマトラ島で発見された「ラフレシア・アルノルディー」の標本と開花の模様を撮影したレーザーディスク映像上映を行った。
- 三和みどり・エスニックワールド
  - テーマ：発見・体感-文化と人の交流広場「アジアン・フェスティバルプラザ」
  - アジアの国々の文化・歴史や民族の心を分かりやすく親しみやすく紹介する。各国の民族色あふれるモニュメントやステージを配し、アジア11カ国の小さな旅を体験できる配置とした。
  - エスニックタワー - 5つの建物で構成される屋内展示スペース、建物上部には高さ16mのシンボルタワーを設ける。
    - ネパール館 - ヒマラヤ山脈3800mで採取されたアンモナイト、カトマンズの市場を再現した日用品・民芸品展示、ヒマラヤの自然の写真パネル紹介、3人の陶工による土器の実演販売を展開。また3月17日から5月25日にはクムジュン村のチベット寺院に伝わるイエティの頭皮を特別展示。
    - チョモランマ体験館 - マイナス20度の室温でチョモランマ頂上の360度大パノラマを展示。

  - 緑の迷路 - 面積1200平米、板塀の代わりに樹木を用いた巨大迷路として中央にはタイ・エメラルド寺院の高さ8mの守門神や各所に仮面や像を配置しタイのジャングルを探検する雰囲気を演出した。
  - パフォーマンスプラザ - 民族舞踊、バードショー、小象パレード等民族色豊かなイベントを行う約100席の野外ステージ。
  - スタンプラリー - 場内11ヶ所のモニュメントを巡り、スタンプを集めるとプレゼントが行われる。
- とうきゅうトロピカル・ビレッジ
  - テーマ：パシフィック・ウェイ（太平洋流）
  - 東急グループのアジア太平洋地域での交流計画に関連し、太平洋諸国の伝統的生活文化を広く知らせ発展途上のアジア太平洋地域の人々が胸を張って参加できる場所の提供を行い太平洋の人々との温かい交流を生み出す事を表現した。建築と修景は自然な形で現地にいるような形とすべく一体化設計を行った。
  - インフォメーション棟 - ミクロネシア・メラネシア・ポリネシアの現地紹介とパビリオン敷地案内、16面マルチVTRによる各地域の紹介を実施。
  - ミクロネシア館 - ヤップ島の家を再現し6カ国地域が出展。
    - キリバス - 貝を用いた貨幣「シェルマネー」やカゴ・トレイなど自然と一体となった生活様式を紹介する。
    - ナウル - 最大の輸出資源である燐鉱石の原石などを展示。
    - ミクロネシア - ヤップ島から博多まで5000kmを航海したアウトリガーカヌー、直径3m重量5tの石貨、マングローブを用いた木彫りの工芸品、酋長会議に用いられる器「ウーロン」などを展示。また木彫りやパンタナスを用いた編み物の実演も展開。
    - パラオ - 巨大シャコ貝、男性集会所「アバイ」、民話を彫り込んだストーリーボードなどを展示。
    - グアム - 観光紹介映像、椰子の実のレリーフ、パンタナスと貝を用いたマットなどを展示。
    - 北マリアナ連邦 - 観光映像紹介、魚の木製レリーフ、木の実の人形などを展示。

  - メラネシア館 - フィジーの家を再現、4カ国が出展。
    - フィジー -　木の皮を引き伸ばしたタパクロス、武器「クラブ」、太鼓「ラリ」、扇、蝿よけ棒などの生活用具の展示や木彫り・タパクロスの制作実演も実施。
    - バヌアツ - 酋長と酋長の娘の2人が常駐し、カヌーやあかくみ、サンゴ石像、タムタムなどを展示。
    - ソロモン諸島 - シェルマネー貨幣、装身具、魚受け、タパクロス、10mカヌーなどを展示。
    - パプアニューギニア - 槍、マスク、ナイフ、砂絵、壺、祭礼用装身具などを展示。

  - ポリネシア館 - トンガの家を再現、5カ国地域が出展。
    - トンガ - タパクロス、ココナツを用いた石鹸、バッグやタコの木彫り、亀の甲羅、釣り針など南国特有の素朴な生活を展示。
    - ツバル - 自然をテーマとした芸術性の高い切手、カヌー模型、腰蓑、パンダナス製品を展示。
    - 西サモア - タパクロス、木彫像、ラリ、カヌーなどを展示。
    - 米領サモア - 風景パネル、竹製枕、タパクロスなどを展示。
    - 仏領ポリネシア - 観光紹介ビデオ、木彫像、タパクロスなどを展示。
- 福岡市「福岡鴻臚館」
  - テーマ：アジアから、そして、アジアへ
  - 福岡タワーの会館部分を用いて古代の迎賓館「鴻臚館」の暖かく迎える心を現代に再現し、アジアとの国際交流拠点都市を目指すべく、福岡の過去・現在・未来を紹介する。
  - 福岡都市圏コーナー - 福岡都市圏22市町村と唐津市をスライドやビデオで紹介する。各市町村を紹介する4台のテレビ、37インチテレビで福岡都市圏の空撮映像を上映する「バーズ・アイ福岡」、点滅照明で市町村の位置を表示する福岡都市圏マップなどを展示。
  - 鴻臚館コーナー - 鴻臚館を中心とした古代の交流の様子を和田三造「西都政庁図」「博多繁盛の図」絵画、鴻臚館跡の出土品と類似出土品との比較写真などで紹介。
  - 博多人形コーナー - 博多人形700体を用い弥生時代から大正時代までの歴史絵巻や、どんたく・山笠・放生会・十日戎までの四季の祭りを表現する。
  - クリスタル・ファンタジー・フクオカ - 13m5tのクリスタルガラスで子供の夢の世界や福岡の未来像を表現し、9分間の音と光と映像を用いたコンピュータ制御の演出を行った。
  - 70mmスカイシアター - 縦13.5m・横18mのスクリーンで映画「夢かけるバルーン」を上映。福岡の子どもたちが熱気球「フレンドシップ福岡号」に乗り韓国・中国・香港・マレーシア・シンガポール・ニュージーランドを冒険旅行し各地の子どもたちと交流を深め祇園山笠の追い山の映像なども織り交ぜた15分間の映像。
- 中国館
  - 臙脂色の外壁・柱やオレンジの屋根で門柱の装飾は中国本国で制作したものを中国人技術者が来日し組み立てた。
  - 中国国際貿易促進委員会 - 象牙彫刻、七宝焼、唐三彩の展示や篆刻、書画、内絵壺の実演即売を実施。
  - 中国国家旅遊局 - 山東省、無錫市、福建省、浙江省等の観光地の紹介や特産品販売を実施。
  - 広州市 - 市内の紹介や工芸品・シルク製品・紅木家具などを展示。
- ソウル館
  - 外観は韓国独自の建築様式を再現し、日韓の歴史的関係や文化的類似性などを紹介する。
  - 招待の場 - 朝鮮通信使行列図、磁器の展示や韓国の花を紹介、花文字の実演即売も実施。
  - ソウルとの出会い - 南大門などの歴史遺産からソウルオリンピックまで600年余りの歴史を紹介する。またオリンピックに用いられた直径2.4mの大型龍鼓も展示された。
  - 韓国の旅 - 5-6世紀の金冠塚や海印寺の八万大蔵経版木の展示などを中心に観光情報やパンフレットを提供。
  - 韓国の産業 - 現代・金星・三星の企業グループが半導体・電化製品などを展示し韓国の産業技術の一端を紹介する。
  - 直販コーナー - 陶磁器、農工芸品、アクセサリーなどを販売。
- ニュージーランド館
  - エアドーム構造で外国館では最大規模の2000平米の面積を誇った。
  - 展示ゾーン - オークランド市、オークランド港、観光紹介、オールブラックスに代表されるラグビーの紹介を展開。
  - イベントゾーン - 7種の羊と牧羊犬による羊のライブショーを毎日最大6回実施。会期中には6頭の子羊が誕生し、会期終了後には海の中道海浜公園に寄贈された。
  - 販売ゾーン - ウールマーク製品、農畜産物、飲料の販売や牛・羊肉料理を提供するレストランを展開。
- アジア館
  - スリランカ - 赤い絨毯を基調に黒を貴重とした祭りの絵や天井にバティック布をあしらい、宝石の展示や研磨の実演販売、紅茶や種類の販売を展開。
  - アセアン・ゾーン
    - インドネシア - コーヒーや紅茶等の農産物や先端技術などの産業紹介、バロン・ケケ、ディンギー、家具・衣料品などを展示、コーヒー・紅茶や民芸品を販売。
    - マレーシア - ビーチの紹介や凧・チョンカー・セパタクローなどのマレー文化物品、バティック布スカーフの制作実演、バティック製品・ピューター・コルクコースター・キーホルダー・昆虫標本などの販売を実施。
    - フィリピン - 北部南部の部族の伝統酒工芸品、現代のファッションウェア、工芸品などエキゾチックな品をショーウィンドー形式で紹介。
    - シンガポール - 「Surprising Singapore」をテーマにペラカナンプレイスを再現しヤシの木や多様な食品を展示した屋台、トライショーなどの熱帯の雰囲気やペラカナン文化を演出。
    - タイ王国 - 休憩所サライ・タイを目玉に、木彫り民芸品・真鍮製品・衣類・シルク・アクセサリーなどを販売。
    - アセアンセンター - ASEAN諸国と日本の関係を貿易・投資・観光など多面的にパネルや映像で紹介し伝統文化を取り入れた民芸品も販売。

  - インド - 象の置物やガネーシャ・クリシュナ像、布飾りやパネルによる生活展示、布製品やカレー粉・紅茶の販売を実施。
  - 香港 - ジャンク船や高級ブランド品や事務用品展示、ビデオモニターによるアパレル品紹介、パネルによる名所旧跡の紹介や、物販コーナーではジャーディン・マセソンの福岡との関係のパネル紹介やワイン・ウイスキー・ブランデーの販売を展開。
  - ブータン - 地元市民グループのボランティア協力で出展を実現。木材をふんだんに使い城塞「ゾン」の内部を再現したブースで「ブータンの文化と人々」をテーマに宗教画「タンカ」、移動寺院「タシゴマ」、マニ車、仏像などの密教芸術や民族衣装・日用品・民芸品などの生活様式の紹介を展開し織物の実演も実施。また幅4.5m・高さ3.6mのキャンバスで期間中3ヶ月間をかけ制作された曼荼羅画は完成後開眼式を行い閉幕後福岡市美術館に寄贈された。物販では切手類や小物入れ・アクセサリー等の民芸品を販売。
  - パキスタン - イスラム寺院をイメージしたブースでモヘンジョダロ遺跡やガンダーラ美術のパネル展示、物販では絨毯や真鍮・瑪瑙石を用いた工芸品や革製品、アクセサリー販売を展開。
- 福岡タワー
  - テーマ：陸と海そして空へ
  - 高さ234.0mの博覧会のモニュメントタワー。市制100周年記念のシンボルを兼ねた恒久施設。
- 福岡ウォーターフロントプロムナード「マリゾン」
  - 姪浜・百道・地行3地区の人工海浜地区のシンボルとして建設された恒久施設。閉幕後は商業・レジャー施設として使用。
  - ヤマハマリンワールド - マリンギアコーナー・ダイビングコーナー・マリンワールドの3ゾーンに分けてクルーザーやマリンスポーツ製品を展示、またマリンビーチにてマリンスポーツ関連イベントも展開。
  - JALミニパビリオン世界の旅 - 航空機座席20席を用いたビデオ映像・飲食サービス・通信販売といったキャビンサービス体験、アクセスを用いた世界の天気や名店の情報・予約状況の提供、航空関連パンフレットの配布を展開。
  - ミサワパビリオンデータベースプラザ - データベースによる情報ネットワークの構築で世界の人々とスピーディに交流できる基本モデルを、大型テレビによる映像体験を展開する「データベースマルチシアター」とCD-ROMによるデータボックスでデータベースのランダムアクセスを体験する「コミュニケーションスペース」の2部構成で展示。
  - 民間大使館 - 「今・福岡から発信する、あなたも1人の外交官」をテーマに、日本アマチュア無線連盟福岡県支部を中心とした「アジア太平洋博覧会特別記念局実行委員会」によるアマチュア無線交信を展開。8J6APXのコールサインで期間中国内外約5万局と交信。
  - 国際協力館 - 「みつめよう!われらの世界」をテーマにアジア諸国と日本の関わりを貿易投資・経済協力・技術協力・文化交流などの面からとらえアジアの生活・風土・文化を紹介する。経済協力推進協議会の構成団体と国際協力習慣の紹介パネル、アジアの子供達の児童画、先進国や発展途上国の度合いを分類した世界地図、日本とアジア諸国の貿易投資の状況の図解パネル、アジアの民芸品・書籍などを展示。
- 郵政パビリオン ゆうゆう村
  - テーマ：21世紀へ夢拡げます。愛伝えます。
  - 21世紀の夢を膨らませ世界の人々と幸せを分かち合い暮らしの新たな1ページを刻むべく、参加と体験の広場としてテレトピア都市等の新たな街づくりへの参加や地域の情報拠点として郵便・貯金・保険サービスや未来の電気通信サービスを一体とした郵政事業を理解させる。小国杉122本を使った大ドーム「ゆうゆうドーム」と竹を使った小ドーム「よかトピア郵便局」で構成された。
  - ゆうゆうドーム - マイクロマウスロボットを用いた郵便車で九州各地を回りながらゆうゆう村を目指すレースゲーム「ハラハラドキドキ九州一周郵便車グランプリ」、ハイビジョン映像、逓信博物館所蔵の切手原画、切手各種約100点、レタックス送受信実演、全国各地の郵便局で開発された木製・竹製・押し花・水戸の印籠など約40点のユニークな郵便物を紹介する「おもしろ郵便コーナー」、アジア太平洋諸国の切手の展示、パソコンによるアストロロジー星占いとペンパル紹介、スタンプロボットなどを展開。
  - よかトピア郵便局 - 郵便・貯金カウンターとゆうパック見本棚を設置。

東ゾーン
- 西部ガスミュージアム
  - テーマ：炎、自然、未知なる世界の発見
  - 身近で謎の多い火を通して自然現象の不思議さ・神秘さに目を向け科学や芸術の発見のきっかけをもたらす世界初のフェノメナートミュージアム。葉祥栄をプロデューサーに、坂根巌夫、坂根進、五十嵐威暢、冨田勲、海藤春樹らが参加。
  - バルーン・プラザ - 建物北側に50m四方の広場を用意し熱気球の試乗を展開。
  - メディアスペース - 冨田勲「炎の舞」を光と音で表現し、ガスコージェネレーションシステムの紹介も展開。
  - フェノメナート・ギャラリー - 振動・流体・光の芸術など自然芸術への感動から生まれた科学芸術を紹介する。
  - 炎のギャラリー - 西部ガスの技術スタッフが開発した花ガスを用い炎の可能性や美しさを表現する。
  - ガスオルガン・ホール - ガスの炎で音楽を奏でるオルガンを展示。
- エフコープアップルシアター
  - テーマ：であい ふれあい わかちあい
  - エフコープの気持ちをシンボルマークのアップルに託して伝えるべく、生身の人間によるミュージカルライブを展開する。外観は2本の支柱によるサスペンション膜構造とした。
  - アップルアドベンチャー - 劇団「テアトルハカタ」による20分間のミュージカル。金のリンゴをめぐる愛と冒険の物語で最新機器を使わず上演し、日や季節により演出を変化させた。期間中1,578回上演され、劇団四季「キャッツ」の1,224回を上回り当時日本最多のミュージカル上演回数となった。
  - アップルストーリーウォール - ニュートンの万有引力発見など世界各地のリンゴにまつわる話を壁画風に紹介する。
  - アップルラインアップル - 組合員から提供されたリンゴにまつわる作品や世界各地のリンゴに関する品を展示。
  - アップルギャラリー - 福岡県内の子どもたちから寄せられた未来の夢に関する児童画183点を反転フラップ式の機構を用いて展示。
  - アップルガーデン - 皆で花を育てる広く市民に開いた庭園。
  - この他リンゴの木の植栽や、カレー店「カレーハウスアップル」を展開。
- セゾン・アジア・ゾーン 天動紀館
  - テーマ：お手本は自然界〜アジア・ナウ〜
  - アジア各国の豊かな自然を、植物展示を通して紹介する。外観は竹製のドーム構造とした。また特殊な放水装置でスコールを再現する演出も行われた。
  - けし展示ゾーン - 九州大学薬学部とセゾングループが学術的見地の公開実験として厚生省の栽培許可を得て、種子発芽期・幼苗期・開花結実期の3室構成によるケシの人工気象栽培を展示。
  - アジアエアポート - 空港をイメージした空間で稲・竹・けしの栽培分布図やアジア各地の映像を展開。
  - 亜熱帯温室 - 中国科学院華南植物研究所から空輸した熱帯・亜熱帯の竹25種700株を展示。
  - セゾンルーム - セゾングループの赤城自然観察園と西武舞鶴植物研究所の植物を植栽展示し、セゾンの自然共生の姿勢を紹介。
  - 展示水田 - アジア各国の原生種や日本の時代毎の品種など77種の稲を展示。
- 健康いきいきドーム
  - テーマ：健康-"愛、そして出会い"
  - 福岡市三師会と玉屋グループが中心となり、健康でイキイキとした未来へつながる理想的な暮らしのあり方を提案する。外観は長さ41m・幅20m・高さ7.5mの化学繊維製のエアドーム構造で生き物や生命をイメージした。
  - 生命の誕生ゾーン - カンガルーや馬など様々な動物の赤ちゃんの誕生映像を上映する。
  - 双方向シアター - 久松文雄監修による10分間の双方向映画「ユウキとレイナの不思議な冒険」を上映。魔王ダムドに生命エネルギーを狙われた少女レイナを助けるため、主人公の少年ユウキが苦難の旅に出て怪物と立ち向かい健康や信頼の大切さを訴える内容で、入館者は座席前の選択ボタンで質問に答え展開を変化させる演出とした。
  - 生命を守るゾーン - 三師会が出展、アクリル製の顔型マスクスクリーンに特殊映像創出装置で映像を映し出したトーキングヘッドシステムによるロボット「元気君」や、三洋電機の液晶眼鏡式の立体映像「健康いきいき飛び出せ青春」、オランダの医師免許・解体新書・明治時代の医師免許・ハイテク医療機器・医療から見たアジアと九州等の医療の歴史資料、プリケアグラフ健康診断、結石破砕機、腕相撲ロボットなどを展示。
  - いきいきバザールゾーン - キャラクターグッズやオリジナル商品を中心にヘルシーな商品を揃えた福岡玉屋による物販スペース。
- 大型マルチ映像の松下館
  - テーマ：アドベンチャースペースシップ～宇宙から地球への冒険旅行～
  - 21世紀を担う子供たちの未来への夢と希望を育て新しい世界の出会いを創造すべく、最新エレクトロニクス技術との出会いや自然の大切さ・技術の可能性や夢と希望を育む趣向とした。外観は宇宙船をイメージした五角形とし、前方には20mのファサードを設置。
  - プレショー - 2100年・荒廃した地球に休養期間を与えるため人類が移住した銀河系の彼方NP1989惑星のスペースコロニー「パナ・コロニー」から、地球の回復状況を確認する旅に向かうべく松下電器のCMに登場するマスコットロボット「スパーキー」の案内で宇宙船「パナ・ファンタジア号」に乗船する。
  - スペースアドベンチャーシアター - MIIシステムで制作上映された横9.2m・縦2.3mの150インチ3面マルチ映像で宇宙旅行を体験させるメインシアター。宇宙船はワープを重ねて太陽系へ入り隕石群を抜け、美しく蘇った地球に入り野生に還り生命力を取り戻した地球の動植物を眺める遊覧飛行を行うも、突如磁気嵐に巻き込まれ闇を抜け原始時代にタイムスリップし、懸命の調整作業でコンピューターを修復し再度ワープを行うも運行不能となり、1989年のアジア太平洋博覧会へ不時着する。空撮シーンはオーストラリアやニュージーランドでのヘリコプター撮影を行った。制作を東宝映像美術、映像総合プロデューサーを安武龍、音楽を細野晴臣・越美晴・長岡成貢が担当[4]。
  - ポストショー - 「AVC展示コーナー」では「チャーリーとスパーキーの大冒険」「カナディアンロッキー」のハイビジョン映像2種やNHKハイビジョン実験放送を上映する30席の「ハイビジョンミニシアター」や、メインシアター映像で用いられたコロニーのミニチュアをマックロードで生撮影させSFXカメラマン気分を味わえる「ムービー生撮りコーナー」を展開。「新製品紹介コーナー」ではBS放送受信システムやAV新製品・MSX2パソコンゲーム機などを展示。
- MITSUI・TOSHIBA館
  - テーマ：感動との出会い
  - 豊かな海や自然との新しい出会いを通じ、子供たちに自然を大切にする事や未来への大きな夢、挑戦する勇気を育ませる。パビリオンは光と波をモチーフとしたモニュメントと太陽をモチーフとしたドーム建築とした。
  - 海中水族館 - スライドプロジェクター8台と波エフェクトマシン6台を用い海中をイメージしたトンネル型のホール、魚の映像が観客の服や顔に映り海底散歩のような幻想的な雰囲気を演出した。
  - マリンアドベンチャー不思議海中大冒険 - 会場前部に半円周状に配した294台のブラウン管映像を中心に、光電管システムを使用したシューティングガンで観客が参加する双方向型のシアター。28インチモニター64面のマルチスクリーンを中心に周辺に21インチモニター230台で構成し照明効果やサウンド音響効果で迫力ある大画面映像を上演。スペースレスキュー隊員のゴクーが海底都市アクアパレスのクリスタル女王からのSOSをキャッチし、スーパーマンタのフューチャーとともに海の世界へ旅立ち、スリリングでファンタスティックな大冒険を繰り広げ救助を行い、最後に女王が未来の海底都市のメッセージを送る。また客席の光電管銃で隕石群や宇宙船を狙い、全観客の総得点が100点を超えると次のストーリーへ進む形とした。
  - 秘境の大冒険 - 100インチプロジェクター3台を用い、クロマキー技術を用いて観客から選ばれた探検隊が秘境の大冒険へ出発、ステージ横の秘境のジオラマにマジックビジョンで合成し体験者に特撮インスタント写真がプレゼントされる。
- 国際館
  - オークランド市 - オークランド港の紹介パネルや産業・文化・都市開発のパネルVTR紹介、オークランド・アスレチックスのヘルメットやバット、福岡市との姉妹都市締結時の写真、オークランド博物館所蔵の大陸横断鉄道建設記録写真、アメリカ各地の大学のTシャツやトレーナーの販売を展開。
  - ハワイ州 - ハワイアンキルトや多様な人種の笑顔の写真パネル、18台のスライドプロジェクターとコンピューター制御による「We are One-On the other side of the sun」の上映を展開。
  - ボルドー市 - 黒とグレーを基調に福岡とボルドーを赤い線で引いた世界地図、ラスコーの壁画の実物大再現、町並みの電照パネルや球面スクリーン映像、ハイテクノロジー展示としてアリアンロケット・スペースシャトルエルメス・帆船ウィンドスター（en）・最新自転車、フランス革命200周年を記念した革命の様子を描いた絵巻風パネルなどを展開。
  - ウェールズ・サウスグラモーガン州（en） - 古城コッホ城の内部を再現し、古代から中世にかけての民族・文化・産業の紹介や、十字軍兵士・鎧兜、9面テレビでのウェールズの自然・観光・産業・生活・スポーツの紹介やウェールズ語のアニメ映画上映、ラブスプーン・木彫り・銀製品・ガラス製品の即売を展開。
  - クイーンズランド州 - 正面にハーフミラーを配しマルチビデオや写真パネルを用いグレートバリアリーフやゴールドコーストなどの観光地や牛肉・先端技術などの産業を紹介、また福岡空港に定期便が乗り入れるカンタス航空の紹介も展開し物販では牛肉・チーズ・レーズン・ナッツやコアラ人形・カンガルー革製品などを販売。
  - ソ連科学アカデミー - 1986年にヤクーツクの永久凍土から発見されたマンモス全身骨格を中心にシベリア熊の剥製、民族・考古・遺伝学、科学研究の現状パネル、シベリアの動物の剥製ジオラマ、バイカル湖と動植物、鉱物資源地図やチャロイト・軟石・ジャスパー・瑪瑙などの原石と装飾品の展示、物販ではウォッカ・ブランデー・ジャム・水産品・装飾品・マトリョーシカなどを販売。
  - タスコ市 - 杉の原木を用いたオープンなバザールを再現し、純銀作品やマヤ文明の結婚を表現した人物像、パレンク王の人頭像や神像等のマヤ・アステカ文明の紹介、物販では民芸品、レキーラ、マラカス、マリオネット、銀製品を販売。
  - グアテマラ - インディオの市場「メルカード」を再現し伝統的な後帯織機、拓本や写真・パネルを用いてマヤ文明のティカル遺跡を紹介。物販では民芸品や民族人形、アクセサリー、ブレスレット、鍋つかみなどを販売。

西ゾーン
- 三菱未来館
  - テーマ：生命としての地球、そして人間の明日
  - 海との出会いと海底探査へのチャレンジを通じ海の大切さやロマンを訴える。外観は波をイメージし21世紀の新しい波に向かい進む三菱グループの姿勢をイメージした。
  - アプローチ - 「未来伝説・謎の海底大陸を探せ!」のテーマに合わせムー大陸の遺跡を思わせる幾何学模様の壁画で海底基地へ向かう雰囲気とした。
  - プレホール - ムー大陸発見の旅を準備するコマンドステーションをイメージし、司令官と女性隊員役のコンパニオンからの説明を行い30秒のカウントダウンの後映像ホールへの高さ2.4m長さ9.4mの扉が開く。
  - 映像ホール「マリナベース」 - 縦10.5m・横20mの超大型スクリーンに実写の海中映像や特殊撮影映像をあわせた70mmフィルム映像と立体音響で迫力のある海中の冒険を演出。また座席は探査艇「ムー・チャレンジャー号」を模して66人乗りのものが5艇用意され、1艇につき前方28席は操縦席として海溝突破・海底竜巻のシーンにて危機を突破するゲーム演出が組み込まれた。
  - シーサイドシアター - 直径5mの屋外ステージ、54日間290ステージが行われた。
- 住友館
  - テーマ：私達の海/太平洋からの贈り物
  - 「アジアは一つ、海で結ばれた兄弟たち」を合言葉に次代を担う子どもたちが夢と希望を育み、アジア太平洋の人々が素晴らしい絆で結ばれることを願うべく、パビリオンは前面のハーフミラーで太平洋の雄大な空と海を映し出す窓のイメージとし、半円筒形の屋根は段階的にせり出し波濤を連想するものとなった。
  - プレショー - 情報化社会の中で大きな役割を演じるハイキャプテンを使用したハイテク映像作品を紹介。
  - ドームシアター - 500席のシアターで縦15m・横11mの70mm縦フレームフィルムによる15分間の映画「海の向こうから」を上映。満天の星空から少女の手に落ちたタツノオトシゴと少女が旅立ち、3人の子供たちが海の神様を探しながら太平洋を舞台に夢とロマンと友情を描く。国や言葉の違いを超え幅広い世代が楽しめるよう台詞を入れず音楽で展開する構成とし、総合プロデューサーは泉眞也・演出と音楽プロデューサーは伊集院静が担当。
- 立体アニメ劇場 やまや館
  - テーマ："食"との出会い
  - 人類の歴史の中で築き上げられた食文化を映像等で表現し子どもたちに強く訴え、やまやの「新しい食文化づくり」への思いを楽しく理解させる。
  - ドーム劇場 - 人形アニメによる宮沢賢治「注文の多い料理店」を偏光方式の立体映像で上映。プロデューサー河津親毅、演出浜田徹、キャラクターデザイン松下進、人形制作喜多京子・平野清美、アニメーター田端博司・長崎希、撮影鈴木完周、照明谷口道夫、美術野呂真一、音楽丸尾めぐみ、音響大野松男が担当。
  - 展示スペース - 日本人の食生活を先土器・弥生・飛鳥・江戸・宇宙の5時代に分けジオラマと料理模型で解説する「食生活100万年史」を展開。
- NTTマリンターミナル
  - テーマ：愛・出会い・語り合い
  - テレコミュニケーションが築く夢と希望に溢れた豊かな未来社会を体感させる。外観は鉄骨トラス2階建てキャンバス貼りで白を基調に青・黄色・緑のアクセントを配色し、建物上部にはエレベーターをモチーフとした30mのタワー3基を立てた。
  - Aゾーン「マリンエクスプレス」 - ターミナルプロムナードからエレベーター空間を通り285席で横10m・縦6mのメインスクリーンと左右に横3m・縦2mのサブスクリーンからなる3面スクリーンを用いた17分間の映画「マリンエクスプレス」を上映。環太平洋の国々を周り宇宙エレベーターステーションに辿り着いたマッハ8の超高速海底特急「マリンエクスプレス」に密航者が侵入し冒険とドラマを巻き起こし、SFXによる戦闘シーンや宇宙人との交流を通じて心と心のコミュニケーションの大切さを語りかける。
  - Bゾーン「ふれあいステーション」
    - ハイビジョンプラザ - 正面に150インチのハイビジョンスクリーンと両側に125インチのスクリーンを設けた175席のシアター。九州の歴史文化や愛・ロマンを描いた10分間の映像「大いなる九州」を上映。中型スクリーンではテレビトークイベント「九州縦断クイズレース」、またパビリオンと場外の各イベント会場を結びイベント中継を行う「NTTネットワークライブショー」を展開。
    - フューチャーテレメディアコーナー - テレビ会議、ハイキャプテン、デジタル電話、高速デジタルファックスなど世界最先端の通信技術「ISDN」を用いた機器を展示。
    - 場外テレビ中継 - NTTの映像ネットワークを利用し天神地下街、博多駅、福岡市役所、NTTショールームなど8箇所にリゾートシアターの模様を中継し、会場内4箇所16台のキャプテン端末を用意しパビリオンや催し物の情報を提供、また仙台との東北4大夏祭り衛星中継も実施。
- 富士通ドームシアター
  - テーマ：人間・ゆめ・技術
  - シルバーメタルコーティングの直径34m・高さ17.4mのドーム型のパビリオンに直径21mの全天周映像スクリーンを設け、宇宙と生命の営みを超立体表現映像で表現し生命の大きな意味と歴史の深さを表現する。
  - オムニマックスシアター - 赤・青色フィルターのアナグリフ式眼鏡を用いた立体CG映画「ザ・ユニバース ぼくたちは星から生まれた」を上映。太陽系50億年の歴史を10分間にまとめ、原子・分子の生成、生命の誕生、遺伝の営みなどを最新の科学理論とデータに基づいて演出した。
- NEC C&Cパビリオン
  - テーマ：宇宙とのであいを求めて
  - NECのコンピュータと通信の融合を図ったC&C技術を通じて、豊かな未来を楽しみながら体験させる。外観はホワイトメタリックを基調に多層連結型のドームで巨大な生命体をイメージした。
  - C&Cシアター - 133インチプロジェクター3台を組み合わせた縦2m・横8mのスクリーンとパソコン内蔵インテリジェントターミナル席を組み合わせた双方向オンラインシアター。観客は宇宙船の操縦士となり宇宙飛行士の適性テストを受け、大流星群との遭遇、ブラックホール接近等の危機に遭遇し座席のパソコンから進路を選択してストーリーを変化させるとともに、また小隕石群をパソコンの指示で撃ち落とすシーンも組み込まれた。また映像は電子映像システムでビデオテープ・ビデオディスクやテレビ映像・テレビカメラからのリアルタイム映像やコンピュータ情報など多くのソースから自由に映像を得ることを可能としていた。
  - C&Cスペースプレイランド - 最新のパソコンを用いたオリジナルゲーム「タイタン探検ゲーム」やPCエンジンの最新宇宙関連ソフトの試遊、衛星放送などを上映するウェイティングスペースを展開。
- 日立グループ館
  - テーマ：インターフェイス（Interface）〜人と技術の理想を目指す日立です〜
  - 歴史にスポットを当てて最先端技術を駆使し人類の英知と歴史の雄大さをダイナミックに表現する。外観は半円筒形ドームとし、外壁はキャンバス地とした。
  - ハイビジョンシアター - 250インチ大型ハイビジョンスクリーンを2つ並べた横11m・縦3.3mのスクリーンを用いた25分間のマルチ映像でピラミッドやスフィンクス・ギリシャやローマのコロシアムや水道橋・万里の長城など人類の偉大なる遺産の映像や、クレオパトラ・シーザー・秦の始皇帝・コロンブスら英雄4人とのじゃんけんゲームを展開。
  - アプローチスペース - レーザービジョン7台・カラーテレビ22台によるスクラムビジョン映像「動物たちの音楽会」を上映。
  - 緑のギャラリー - 植栽・噴水・ベンチを配した屋根付きの待合スペース。
- 大丸M's（ミズ）パビリオン
  - テーマ：すべての女性に捧げる、夢と出会いの玉手箱
  - 福岡在住の著名な女性25名による「ミズルネッサンス委員会」の要請と支援を受け、女性たちに夢と勇気と共感を与える女性のためのパビリオン。外観はビーナスの誕生をイメージした貝を模したものとした。
  - ウェイティングホール - テレビ西日本取材班とミズの会の女性がポンペイ・ニュージーランド・香港・シンガポールの女性たちを取材し生き方や夢をインタビューした13分間の「ミズトークラリー」を上映。
  - 3D立体映像シアター - 縦4m・横8.5mの偏光立体映像を上映。バンコクの思春期の少女・ノーイを主人公に女性の役割や今後の社会の女性の限りない可能性を紹介し、自信と勇気を与える映像とし、マスコットの「ポンピ」が飛び出る演出も入れられ主題歌は竹花いち子が作詞・福士久美子が作曲・歌唱した。
  - エアドームレストラン「M's」 - 女性向きのヘルシーサラダやフランスの宇宙飛行士用に作られたグルメ志向の宇宙食を提供するビュッフェレストラン。
- ウォーターパビリオン河童館
  - テーマ：水のある豊かな暮らし
  - 福岡市、水の週間実行委員会、建設省九州地方建設局、水資源開発公団筑後川開発局、造水促進センター、住宅都市整備公団九州支社や水道設備・建設会社など50社が共同出展。人類の存続に欠かせない水の大切さを訴え、将来に向けての水問題の解決を目指したパビリオン。外観は青を基調に高さ11mパイプトラス造平屋建てとした。
  - 水の映像ゾーン - 手塚プロダクションによる13分の映像「ネッキ君の大冒険」を上映、河童の王子と人間の子供が出会い地球のきれいな水を守るための冒険に旅立ち、きれいな水を守る感動の場面を展開する。
  - 水の展示ゾーン - ランドサット衛星から撮影した地球、九州の川と水を示すパネル、筑後川から福岡市を望む立体模型ジオラマを映像とともに配置し福岡の抱える水問題を訴え、またNTT回線を用いた河川情報システム、ダムの仕組みを紹介する500分の1ダム模型、50テーマのビデオライブラリー、河童の資料、ふるさと産品コーナーを展開。
  - 海水淡水化装置 - 博多湾の海水を逆浸透法により淡水化する実演を実施し、淡水化冷水の試飲も行われた。
  - 親水ゾーン - 噴水や水の迷路、コンサート等のミニイベントを展開。
- コカ・コーラアミューズメントパーク
  - テーマ：さわやかな であい ふれあい
  - コカコーラの持つ爽やかで明るく楽しい雰囲気を作り出し、ゆったりした開放感を演出する。中央のドームは「ビッグキャップ」の愛称が社内公募で決められた。
  - ビッグキャップ - ドーム型の屋内ステージ。内部には摩天楼をモチーフとしたデザインを施し最大10名の女性ダンサーユニット「コカ・コーラロックンローラーズ」のショーをメインにコンサート、ラジオ中継、ブレイクダンスショー、バリ島民族舞踊などを開催。またファストフード店も併設。
  - ドラゴンアスレチック - 高さ6m・長さ24mの龍を模した大型遊具。
  - ウォーターランド - 4箇所のハンドルを回し上から水を落とし、水の溜まった受け皿が回りながら水を流れ落とす観客参加型の噴水。
  - ミニショップ - コカコーラのロゴ入りグッズやニューヨークの風俗を描いたペーパーファニチャーなどを展示即売する。
- 夢王国いわたやこどもかん
  - テーマ：楽しくすごせる、こどもの国
  - 民間パビリオンでは最大の4500平米の敷地を持ち、3棟5ゾーンで構成。ファミリーや子どもたちが何度も訪れたくなる触れ合いの空間を演出。
  - アニメラウンドシアター - 直径12mの円形の部屋に100台の大型テレビを配し懐かしの漫画から最新のものまで各種アニメ映像を上映。
  - ラジコンカースタジアム - 富士スピードウェイを100分の1で再現し山・谷・砂漠を組み入れた40mのコースでラジコン・バギーカーレースを展開。
  - チビッコパーク - レゴブロックでできたパンダやキリンなど20体の動物を展示、プレイゾーンではレゴブロックの試遊も展開。
  - ファンタジックフォレスト - 女児を主対象としたメルヘン調の展示として、話しかける木やハローキティの家、いちごの家、キャラクターグッズや菓子を販売するお菓子の家等を展開。
  - イベントステージ - 東映動画のキャラクターショーやミニコンサートなどを開催、また周辺にエアートランポリン、トーテムポールや砂場などを配置。
- JR九州ロコランド館
  - テーマ：あそび、ふれあい、体験する鉄道の旅と夢
  - 九州鉄道100周年にあたり、世界の人々が出会う駅を目指し遊びを通し知的興味を発見し参加体験しふれあいを広げコミュニケーションを生み出すことを目指し旅心を膨らませ小さな旅を体験させる。外観は機関庫をイメージし、約1,000両のNゲージ鉄道模型を展示。
  - メルヘンロード - 両側の壁をメルヘンの世界で彩り期待感を高める。
  - プレイランド - 30平米の鉄道模型ジオラマを一望し、模型運転装置を5台配した。
  - ショーランド - TGVなどの世界の特急列車やJR九州のハイパーサルーン・オランダ村特急・ゆふいんの森といった日本のジョイフルトレインなど50種類600両の鉄道模型を77平米の大型ジオラマ内で運行。
  - ファンタジーランド - 空や世界5カ国の風景を盛り込んだ64平米のジオラマを展開し、2両編成のメルヘン列車模型を運転させる。
  - ミニSL - 本館そばの「ロコランド駅」からリゾートシアター近辺の「よかトピア駅」まで320mの線路上で実物5分の1のミニSLを運転。

南ゾーン
- テーマ館
  - テーマ：みち であい
  - 新設された福岡市博物館の2階常設展示室と中央の1・2階吹き抜けのグランドホールを主展示室とし、また企画展示室とテーマ展示室を特別企画展会場に用いた。
  - グランドホール - 日本IBM協力のもと、海のシルクロードを象徴する古代地中海の交易船「キレニア号」の原寸大復元船を展示。
  - 常設展示室
    - 映像ホール - 中国西安・新疆ウイグル自治区・韓国慶州・タイ・ハワイ・ギリシャ・福岡・奈良などでロケを行った8分間のオリエンテーション映像「はるかなる"みち"のであい」を上映。
    - アプローチ「ここから"みち"がはじまる」 - 陸のみちを象徴する中国秦始皇帝陵から出土した銅馬車の複製と海のみちを象徴する遣唐使船10分の1模型を展示。
    - 日本人のなりたち - 日本人の原点を縄文・弥生時代の頭骨、古墳時代の人物埴輪、吸収独自の亀棺と埋葬形式で表す。
    - 大陸から日本へ - 古代日本と大陸文化の密接な関係を紹介する。板付の稲作遺跡の復元と出土農具で稲作の渡来を表し、また金印・装身具・武具・馬具・ガラス・銅鏡といった中国・韓国・日本の文化財の比較展示も展開され志賀島出土の「漢委奴国王印」と中国の「広陵王璽」の比較展示が目玉となった。
    - 宗像大社沖ノ島-海の正倉院 - 沖ノ島から出土した銅鏡・装身具・馬具などを3期に分けて沖ノ島模型とともに展示。
    - 海のみち - 古代から近世までの日本・韓国・中国・東アジア・太平洋地域の船の模型40点を展示。
    - 鴻臚館 - 平和台球場付近から発掘された鴻臚館跡の磁器・ガラス瓶・イスラム陶器等の文化財を展示。
    - 韓国新安沖引き上げ文物 - 1976年に韓国新安沖で引き上げられた元代貿易船から出土した中国製陶磁器や日本からの木箱・木簡等の文化財を展示。
    - 中国陝西省唐代文物展 - 海外初公開の慶山寺跡の舎利容器「金棺銀槨」と副葬品、シルクロードを偲ばせる駱駝や胡人の俑、三彩、美人俑などを展示。
    - 大英博物館中央アジア文物展 - オーレル・スタインの発掘した未公開仏像、壁画断片、絹画といった中央アジア文物を展示。
    - 写真展福岡・博多いまむかし - 空から見た福岡・博多の移り変わりを新旧比較し紹介。

  - 特別企画展
    - ル・サロンの巨匠たち「フランス絵画の精華」（3月17日-5月25日）
    - ヴァチカン美術館展（6月3日-7月16日）
    - 海のシルクロード「古代シリア文明展」（7月22日-9月3日）
- 九州館
  - テーマ：九州はひとつ
  - 九州8県と博覧会協会による準テーマ館。外観は黄色の鉄骨トラスの下部に白を貴重としたテント構造のアーチ屋根8つを備え、2つの鉄塔は九州の歴史と夢を表した。
  - プロローグゾーン - 九州各県の花と木を緑のトンネルで紹介する。
  - パノラマゾーン - 九州地方建設局や日本道路公団の提供で21世紀の広域道路網や未来の道路状況を3万個のLED照明を用いたパノラマ模型で表現し、また3面マルチビジョンでは九州の自然風景を上映しその他ゲーム・クイズ、ロードインフォメーションを展開。
  - 観光コーナー - 九州の観光を4面マルチ映像や電照パネルで紹介する。
  - 物産ゾーン - 各県ごとの文化や特産品を展示・販売。
  - 子どもたちの夢の絵画展コーナー - 九州全域の小中学生から寄せられた未来を描いた絵画508点を展示。
  - 姉妹・友好都市コーナー - 九州の県・市町村と姉妹友好都市関係にある世界73都市を紹介する。
  - 屋外特設ステージ - 九州の郷土芸能や日本舞踊を上演。
- 21世紀への飛翔館
  - テーマ：であい、発見、創造
  - 地元中堅企業を対象とした29社による合同展示館。正面には21世紀への飛躍をシンボル化したピラミッドのモニュメントを配置。
  - 朝日酸素商会・日本酸素 - 「ガスと遊ぼう」をテーマに炭酸ガスを使ったメロディステップ、潜水機「オーバ」、香り付きの酸素スタンド、液体窒素を用いた低温実験、バブルリングを展開。
  - 一番食品 - 「食と自然」をテーマにグラスハープを奏でる人魚のロボット、海の美しさと色の演出を上映する大型モニタースクリーン、2基の大水槽による魚の展を展開し自然主義や自然素材との出会いと食の関わりをアピールする。
  - 学生援護会 - 「21世紀社会へ向けての自己創造=SELF CREATION」をテーマに69の質問の回答から自己特性分析を行い仕事にあった自己創造のためのアドバイスをコンピュータで出力する。
  - 唐津市 - 「"飛龍"唐津」をテーマに、唐津くんちの7番曳山「飛龍」をメインに据えビデオやパネルで観光物産を紹介。
  - キューアル - 「あなたの健康年齢は何歳ですか」をテーマに最新健康器具の体験コーナーを展開。
  - 空研工業 - 「遊びの中の"創・造"」をテーマにコンピュータ販売のぬハウを活かしコンピュータープログラムによるシンセサイザー演奏やビデオアートによる自然のイメージの演出、音楽ソフトを用いた作曲体験を展開。
  - 久留米運送 - 「夢 運ぶ 未来へ」をテーマに、木星の衛星イオのコロニーへの宇宙旅行を体験する12人乗りアトラクション「スペースアドベンチャー710」を展開。
  - GSタカハシ - 「未来の居住空間」をテーマにコンピュータ化された未来の部屋を展示、2箇所ののぞき窓に顔を近づけると書き割り人形の顔に自分の顔が映る演出を行った。
  - 上成建設 - 「DREAM TO SUCCESS-彼方へ、21世紀へ、夢が翔ける」をテーマに福岡とユーラシア大陸を結ぶ海中トンネル計画やコンピュータ制御のサーカスロボット3体による演奏を展開。
  - 昭和機器工業 - 「入場者との出会い・発見・創造」をテーマにガソリンスタンドの最新計器を展示。
  - 昭和鉄工 - 「ハーモニーがおちなす美しい都市」をテーマにキャスト造形品・アルミ造形品などを照明と組み合わせた演出で展示。
  - 正興電機製作所 - 「未来の世界・次世代への夢かぎりなく」をテーマにリニアモーターカーや超音速旅客機の高速化時代を想像したジオラマ「正興フューチャーワールド」を中心にネットワーク・エレクトロニクス・システム技術をPRし発電装置付き自転車のコーナーも展開。
  - 第一工装 - 「我が家のオアシス」をテーマに手作りの新しいキッチンスタイルや排気システム「ハイキエース」のVTR紹介を展開。
  - 天年堂 - 「宇宙時代の快適空間・香りと音のシンフォニー森林編」をテーマに暗い空間や香りと音に包まれた森を演出し安らぎの空間を表現。
  - 東部アルビ - 「健康で快適な生活を送ろう」をテーマにヘルスチェアーやデュエットローラーを展示、健康アドバイスや機械の正しい使い方のPRを展開。
  - 同盟印刷 - 「情報・新鮮」をテーマにコンピューターを駆使した印刷を用いたスーパーアートディスプレイや展示ブース全体を印刷物として表現した演出を展開。
  - 橋詰工務店 - 「快適に能率的に」をテーマにジャックの豆の木遊具や全自動ゴルフショット機、スケールミラー、テント樋などを展示。
  - 博多織工業組合 - 「伝統の技術を今に活かす博多織の世界」をテーマにコンピューターを利用した直織り装置による博多織実演や新しい分野に挑戦する斬新な織製品を展示。
  - 博多人形商工業協同組合 - 「伝統の中に生きる愛される博多人形、匠たちの技」をテーマに延べ60人の作家による伝統人形の実演などを実施。
  - はせがわ - 「仏教伝来とうるしの道の合流点福岡の仏具」をテーマに世界初公開のブータンの仏壇、福岡市西区ツイジ遺跡から出土した漆塗り木製腕輪の復元品、漆仕上げの高級仏具の製造工程を展開。
  - 福岡県宅地建物取引業協会 - 「ナイスデイ・ナイスライフ」をテーマにタレントのお宅訪問・福岡の町並み・ガウディの建築物を映像で紹介。
  - ふくや - 「未知の体験ゾーン」をテーマに「ギャラクシーフォースII」等の最新テレビゲームコーナー、大型モニターでの博多のPRやイメージパネルによる明太子の紹介を展開。
  - 美保姿きもの学院 - 着物着付け無料講習や振袖着付け・記念撮影会を実施。
  - 紅乙女酒造 - 「トレビアン・ナイト」をテーマに360度どこからでも見える空間立体映像ビジョンや、ゴマ焼酎「紅乙女」を万華鏡やバラの花をかたどった電光で展示。
  - マルタイ泰明堂 -「おっきな夢、楽しいであい、ふれあい」をテーマに現代的にアレンジされた高さ4.5mの孫悟空のモニュメントや会話・クイズ・ゲーム機能を備えたインテリジェントロボットを展示。
  - 丸菱産業 - 「いきいきした暮らし・・・確かな明日を考える」をテーマに、コンピューター健康度チェックや家庭用低周波機の体験を実施。
  - 龍王・システムソフト - 「未来に羽ばたく子供たちに、豊かな想像力を」をテーマに、アップル社Macintoshを用いた最新のDPT出版編集システムを紹介、福岡市の小中学校PTA機関紙や博覧会協会のよかトピアジュニア記者文集の制作や来場者写真入りカレンダーの配布を実施。
- 九州電力「夢飛行スーパーシップ9 電力館」
  - テーマ：九州とのであい（新鮮な九州発見の旅）
  - 宇宙基地をモチーフとした外観で、宇宙船「スーパーシップ9」に乗り時間・空間を超え九州の美しさや素晴らしさを体験する。
  - スペースポート - 宇宙基地の空港ロビーをイメージし、証明・音響・映像で期待感を高揚させる。
  - メインシアター「スーパーシップ9」 - 宇宙船の窓に見立てた9面のスクリーンによる全円周映像「サーキノビジョン」と400席の直径22m最大5度の可動床を組み合わせ宇宙船の旅を演出した。
  - トゥモローランド - 宇宙船が着陸する未来都市をイメージし、コミカルでハイテクな空間を演出する。光のショーウィンドーや万華鏡による光の芸術を展開する「ライティングギャラリー」、未来の電機メーカーのショーウィンドーをイメージした「エレクトリックショーケース」、九州の小学生から募集した宇宙船デザインの優秀作品62点を展示した。
- 市民プラザ
  - テーマ：市民参加のくつろぎ広場
  - 市民参加の広場として、市民団体サークルの展示やイベントステージなどを展開。
  - よかトピアギャラリー - 展示室2室を設け1週間交代で絵画・写真・書道・工芸・生花等期間中41団体が1週間交代で展示会を開催。
  - お茶席 - 福岡茶道文化連盟所属の6流派が茶席を開催。
  - 情報コーナー - 西日本新聞・秀巧社印刷・シティ情報ふくおかによる博覧会新聞「アジア太平洋博覧会ニュース"夢かわら版"'89」を編集・印刷。期間中定期52回・号外1回・特別号4回を発行し1号につき約4万-6万部・累計330万部を発行。
  - 飾り山笠 - 表に源平一谷武勇誉・見送りに福岡鴻臚館を模った高さ14m・幅7m・奥行き12mの博多祇園山笠の飾り山笠を鉄骨造の上屋で常設展示。
  - オープンステージ - 市民・来場者に開かれたイベントステージとして期間中263団体9,629名が出演。
  - フラワーピクチャー - 季節の花々約5,000本を用い博覧会のシンボルマークをかたどった。

## 主な施設
- ゲート
  - 南ゲート - 入場券売場12口・ゲート14口・車椅子ゲート2口を用意。福岡タワーを背景としてアジア太平洋諸国との架け橋をイメージした立体トラスのキャンバス葺きアーチが立てられた。
  - 東ゲート - 入場券売場6口・ゲート12口・車椅子ゲート2口を用意。
- 総合サービスセンター - 南ゲート側に設置。案内所、迷子センター、診療センター、警察官詰め所、警備センター、忘れ物センター、銀行、トイレ、コインロッカー、車椅子・ベビーカー貸出所、ベビーセンター、宅配センター、通訳センター、ビデオカメラ貸出所、電話コーナーを設置。
- 東案内所 - 案内所、迷子保護室、応急手当所、ベビーセンター、電話コーナー、銀行、車椅子・ベビーカー貸出所、宅配コーナー、コインロッカー、売店、トイレ、警察官詰め所、観客部、旅行代理店、清掃員事務所、バス乗務員休憩室を設置。
- 中央サービスセンター - 案内所、応急手当所、迷子保護室、警察官詰め所、警備センター、清掃員事務所、コンパニオン休憩室を設置。
- 西サービスセンター - 案内所、迷子保護室、応急手当所、電話コーナー、記念品売店、飲食店2店を設置。
- FM放送局「よかトピアFM」 - 九州朝日放送の運営で催事案内・博覧会情報・タレントとのインタビュー番組などを制作。
- 博覧会本部棟 - 博覧会協会事務局、会場警察隊、会場消防隊、情報センター、衛生監視センター、プレスセンター、食堂などを設置。
- 管理センター - 清掃本部、ガイドウェイバス運行指令所、土木施設管理センター、食堂などを設置。
- テレビ放送設備 - 会場内6箇所にリゾートシアターからの生中継やパビリオン・催事案内ビデオ、高校野球や大相撲などのテレビ放送や文字放送を40インチビデオプロジェクターで放映。
- 絵文字案内表示 - 4箇所の大型画面で催し物案内・パビリオン待ち時間情報などの文字情報を表示。東ゲートには蛍光灯照明掘穴開閉式、南ゲートには鏡膜電極静電吸着式、九州館に四面体画素磁力回転式、リゾートシアターにLED三色発光式とそれぞれ別方式をとった。
- キャプテンサービス - 4箇所にキャプテン端末を設置しパビリオン・催事情報や交通案内、全国キャプテンサービスの観光宿泊情報を配信。
- リゾートシアター - 帆船をイメージした大劇場。固定席1326席・移動席240席を含む最大2,200人を収容、縦3.52m・横7.04mの大型映像装置ジャンボトロンや、三洋信販提供のレーザー光線設備を設置。
- バス・タクシーターミナル - 南ゲート前にバス乗降用6バース・降車専用2バース・待機所16台、タクシー降車用5バース・乗車6バース・待機所42台を設置。
- 金融機関 
  - 南ゲート総合サービスセンター - 福岡銀行・西日本銀行・福岡シティ銀行臨時出張所を設置。
  - 東ゲートキャッシュサービスコーナー - 九州銀行、福岡中央銀行、筑邦銀行、福岡県信用農業協同組合連合会のATM・CDを設置。
- 宅配コーナー - 九州郵政局が南ゲート・日本通運が南ゲートと九州館・九州佐川急便が東ゲート付近で営業。
- 営業施設
  - 南ゾーン - 飲食売店3店・記念品売店1店・写真サービスステーション1店・ビデオレンタル1店・メダル1店・スタンプラリー1店
  - 東ゾーン - 飲食売店4店・記念品売店1店・写真サービスステーション1店・ビデオレンタル1店・メダル1店・スタンプラリー1店
  - 西ゾーン - 飲食売店2店・記念品売店1店・フィルム店2店・メダル1店・特定品売店3店
  - プレイランド - 飲食売店4店・記念品売店1店・フィルム1店・メダル1店
  - グルメワールド
    - 東側 - 食堂7店・飲食売店2店・記念品売店1店・フィルム1店・メダル1店
    - 西側 - 食堂7店・飲食売店3店・記念品売店1店・フィルム1店・メダル1店

  - リゾートシアター付近 - 飲食売店3店・記念品売店2店・フィルム2店・タバコ1店・メダル1店
- プレイランド - 明昌特殊産業、泉陽興業、三精輸送機の3社合同で運営。
  - 明昌特殊産業
    - 100m大観覧車 - 世界最大級の直径100m・高さ104.5mの観覧車。6人乗りゴンドラ64基、最大定員384人、1周15分43秒。
    - レンジャー - 右3回転・左2回転・宙返りを盛り込んだ遊具。5人乗りベンチシート8列40人乗り。
    - ナイヤガラ - 約10mの高さからウェーブ状の走路を滑る大型滑り台。全高13.7m・走路9レーン。
    - ニューエンタープライズ - 回転するスペースカプセルが、中心のアームを垂直に立ち上げて大車輪の弧を描く。全高20m・回転直径22.8m、2人乗りゴンドラ20台。
    - スーパーバイキング - 巨大な船の乗り物が最大60度までスイングする。全高22.8m、6人がけベンチシート16列。
    - フラッシュダンス - 吊り下げ式のソリ状の乗り物が円形舞台の周囲を上下動し回転する。全高10m、2人乗りゴンドラ20台。
    - アモアエキスプレス - ゴンドラが円形舞台の上下動走路を前後進し途中テントに覆われる。2人乗りゴンドラ20台。
    - モンスター - 大蛸状の施設のアームの先についたゴンドラが回転・上下するアトランダムな動きを繰り返す。アーム1本に2人乗りゴンドラ4台を付け合計20台・定員40名。
    - ツイスター - 円形の乗り物が円形舞台上で回転と宙返りを繰り返す。4人乗りゴンドラ10台。
    - ゴーカート - 2人乗り20台。
    - クリスタルゾーン - 透明なガラスの迷路。

  - 泉陽興業
    - ジャイアントキャメルコースター - 全長710m・最大高さ27mの上下急旋回によるコースター。8両編成定員48名。
    - スーパートルネーダー - 回転力で上下を繰り返す遊具。全高10.9m・直径22.7m、4人乗りゴンドラ8台。
    - フライングカーペット - 絨毯状のゴンドラがスイング・回転・逆回転する。全高11.5m・回転直径8m、5人乗りベンチシート8列。
    - スーパースイング - スイングアーム回転により、椅子状の乗り物が上下動し回転する。全高6.55m、2人乗りゴンドラ14台。
    - UFOサイクル - 全長214m・高さ5mのコースを外周走行リングが回転しながら走る自転車型遊具。2人乗りゴンドラ20台。
    - ピーターパン - ゴンドラ内のアームを漕ぎスイングしながら回転させる。4人乗りゴンドラ6台。
    - バルーンレース - 気球型ゴンドラがファンタジックな雰囲気を演出するイタリア製遊具。4人乗りゴンドラ12台。
    - レガッタ - ボートが上下しながら回転する。外柵直径21.7m、3人乗りゴンドラ23台。
    - ファンハウス -　11場面のお化け屋敷。
    - 泉陽興業 - ゲーム機器と小型乗り物各種を設置。
    - ダウンタウン - 射撃・バスケットボール・輪投げを設置。
    - てんとう虫のサンバ - 4人乗りのテントウムシ型のゴンドラ8台がひまわりの周りを回る。
    - むしむし大行進 - 虫の形の12人乗りゴンドラ2台がりんごの周りを回る。
    - バッテリーカー - 幼児向けの自動車、1人乗り5台・2人乗り5台。

  - 三精輸送機
    - 急流すべり - 全長約300m・高さ11.5mの二段式シュートを備えたウォーターライド。4人乗りボート22台。
    - メリーゴーラウンド - 上下する1人乗り馬32台、4人乗り馬車2台が外径11mの舞台を回転する。
    - アニメのれるランド - 2人乗りアニメトレイン8台とアニメカー8台がレールの上を走る。

## 主なイベント
カッコ内は開催日と主な出演者。
リゾートシアター
- アセアン・ツーリズム・フェスティバル（3月17日-19日）
- ミュージカル・ファンタジーHIMIKO（3月17日-30日 夏木マリ、中丸忠雄他1000人）
- 河合奈保子オンステージ（3月17日-19日）
- 九州郵政局 松本典子ミニコンサート（3月23日）
- 福岡市農林水産まつり（3月25日-26日 三遊亭楽太郎）
- シェイクハンズショー(4月1日 - 9月3日）
  - 4月 - 春のおどり
  - 5月 - 世界のまつり
  - 6月 - アラウンド・ザ・ワールド
  - 7月 - 夏のおどりI
  - 8・9月 - 夏のおどりII
- 花のまつり（4月1日 - 9日）
- 日本のまつりI 北海道・東北編（4月10日-14日 金沢明子ほか）
- 福岡アメリカンセンター パシフィック・ショーケース・コンサート（4月14日・15日 アメリカ太平洋空軍バンド「パシフィック・ショーケース」）
- 韓国のまつり（4月17日-22日）
- KDD 001 SEASIDE LIVE「南こうせつ 亜細亜的音楽園」（4月23日 南こうせつ、mar-pa）
- 中国のまつり（4月27日-5月3日）
- こどものまつり（5月3日-5日 アグネス・チャンほか）
- ヤング・フェスティバルI（5月6日-10日）
  - 6日：男闘呼組
  - 7日：荻野目洋子
  - 8日：芳本美代子
  - 9日：渡辺美奈代
  - 10日：早見優
- 大九州まつり（5月11日-18日）
  - 11日：福岡県の日（尾形大作）
  - 12日：佐賀県の日（村田英雄）
  - 13日：長崎県の日（相川恵里）
  - 14日：熊本県の日（財津一郎、原田悠里）
  - 15日：大分県の日（松原のぶえ）
  - 16日：宮崎県の日（坂上二郎・SHIHO）
  - 17日：鹿児島県の日（坂上二郎）
  - 18日：沖縄県の日（仲村知夏）
- フランスのまつり（5月19日-24日）
- 東京ディズニーランド・ミュージカルファンタジー「ザ・ベスト・オブ・ディズニー」（5月27日・28日）
- アジアの響き（5月29日-31日 鬼太鼓座ほか）
- アジア太平洋歌謡祭（6月1日-6日 伊東ゆかり、世良譲、ダニー・チャン、チョー・ヨンピル、前川清ほか）
- 手塚治虫映画祭（6月3日・10日）
- ハワイのまつり（6月7日-10日）
- NHKビッグ・バンド・コンテスト（6月11日 北村英治、世良譲トリオ、中本マリ）
- 福岡市制100周年プログラム これが博多だ（6月15日-18日）
  - ゲスト：祭小春ほか
  - 最終日ゲスト：タモリ、浅野ゆう子、神田紅、徳永英明
- ニュージーランドのまつり（6月19日-23日）
- インドの古典舞踊と大魔術（6月19日-23日）
- ジャッキー・チェンショー（6月24・25日）
- アジア太平洋夏まつり（7月1-9日 小野由紀子ほか）
- アジア太平洋映像まつり（7月10日-16日）
- 日本のまつりII 四国・中国編（7月19日-23日 河島英五、茶川一郎、西川峰子ほか）
- よかトピアジャズウィーク（7月20日-23日）
  - ドクターズ、ハイノーツ（20日）
  - 辛島文雄、坂田明、伊藤君子（21日）
  - 渡辺貞夫グループ（22日）
  - 秋吉敏子とニューヨーク・ジャズオーケストラ（23日）
- ヤングフェスティバルII ニッサン・パオパオ・ロック（7月24日-29日）
  - 25日：桑名正博
  - 26日：池田政典
  - 28日：シーナ&ロケッツ
  - 29日：かまやつひろし
- 金光教 こころのひろば（7月30日 指揮・山本直純、演奏・九州交響楽団 歌・黒田晋也、森みゆき）
- 日本のうたふるさとのうた福岡県実行委員会 にほんのうた ふるさとのうた（7月31日 前川清、祭小春、ホアシャ）
- 福岡市親子で楽しむ水のコンサートとドラえもんショー（8月2日 鳥塚しげき、大山のぶ代）
- 武田鉄矢ビッグショー（8月5日・6日）
- 冬野観光 ディスコ100美人コンテスト（8月6日 マイケル富岡）
- アメリカのまつり（8月7日-9日）
- KDD 001 SOUND COCKTAIL'89（8月13日 松岡直也、サーカス、バブルガム・ブラザーズ、メモリー・オブ・ザ・シュープリームス、大野えり）
- パシフィック・サマーフェスタ（8月14日-20日）
- スクリーン・ポップスコンサート（8月20日 浜村淳、瀬戸内美八ほか）
- アジア太平洋歌謡選手権（8月28日 角川博、ケント・フリック、若井こずえ・みどり、ばってん荒川）
- ふくおか「第九」コンサート'89（9月2日 指揮・石丸寛）

エスニック・パフォーマンスプラザ
三和みどりエスニックワールド内のステージ。
- 国立スリランカ舞踊団（全期間）
- ジュロン・バードショー（3月17日-5月7日）
- アジアの獅子（3月25日-4月9日）
- RKBよかトピアウィーク テレビ公開番組（4月2日-8日）
  - 3日：ドリーミング
  - 4日：大川栄策
  - 5日：レモンエンジェル
  - 6日：山本譲二
  - 7日：石井明美
  - 8日：ジュディ・オング、峯岸由紀
- 小象のパレード（4月22日-9月3日）
- インド仮面舞踊 プルリアのチョウ（4月28日-5月7日）
- マレーシア サラワク州立舞踊団（6月25日）
- ブータン王室仮面舞踊団（7月22日-26日）
- バリ島民俗芸能 ジョゲ・ブンブン（7月28日-8月6日）
- モンゴルの民族音楽とアクロバット（7月30日-31日）
- ジャカルタ民俗芸能 ポンドック・ガルミナ（8月7日-31日）
- インド舞踊 バラタナティアム（8月15日）

トロピカル・ビレッジ・シアター
とうきゅうトロピカルビレッジ内のステージ。
- グアム民族舞踊 タオタタオノ（3月17日-22日）
- マリアナ諸島フォークソング・ダンス ザ・サンセット・クルーザーズ（3月23日-4月1日）
- バヌアツ舞踊 ファトゥアナ（4月2日-28日）
- ポリネシア音楽 テマラマ（4月27日-5月16日）
- ミクロネシア民謡 アニペインの魔女（5月18日-7月3日）
- フィジー舞踊 ナムカイラウ・アイランドダンサーズ（7月3日-9月3日）

広場行事
- 大道芸パフォーマンス（期間中述べ10組）
- 博多どんたく港まつり（5月3日・4日 であいの広場）
- アジア太平洋こども会議イン福岡（7月31日）
- よかトピア盆踊り大会（8月14日-16日）

カーニバルアベニュー
- 昼のパレード（3月19日-8月27日）
- サマーナイト光のパレード（7月1日-9月2日）
- 博多祇園山笠（7月8日）
- アジアの躍動by芸能山城組（7月22日・23日）
- よかトピアどんたく（8月30日）

市民プラザオープンステージ
- 九州朝日放送ラジオ公開番組「歌え、若者」（3月18日-19日）
- 池波志乃サイン会（4月1日）
- RKB毎日放送ラジオ公開番組「RKBよかトピアウィーク」（4月1日-8日）
  - 1日：祭小春、伊藤美紀
  - 2日：大和さくら、彩木美来
  - 3日：ドリーミング
  - 4日：大川栄策
  - 5日：レモンエンジェル
  - 6日：山本譲二
  - 7日：石井明美
  - 8日：金蓮子、細川直美
- 九州朝日放送ラジオ公開番組「はつらつサタデー」（6月3日）
- NHKラジオ公開番組「FMリクエストアワー」（8月26日）

九州館ステージ
- NHKラジオ公開番組「特集アジア太平洋博覧会〜海へ、アジアへ、太平洋へ〜」（4月30日）
- NHKラジオ公開番組「FMリクエストアワースペシャル」（5月27日）
- NHKラジオ公開番組「ウィークエンド・ワイド・イン・福岡」（6月3日）
- 九州朝日放送ラジオ公開番組「はつらつサタデー」（6月24日・7月8日）
- 九州朝日放送ラジオ公開番組「KBC歌謡広場」（7月8日）

海岸・海上イベント
- セゾングループ帆船「ビクトリーVI」・NTTケーブル敷設船「光洋丸」・長崎オランダ村帆船「観光丸」寄港（3月17日）
- オークランド〜福岡ヤマハカップヨットレース（4月22日オークランド発〜6月15日一番艇福岡到着）
- 広州・オークランド・福岡ジュニア親善ヨット大会（7月29日-30日）
- 花火大会（6月3日-9月2日 土日を中心に全26回）
- スターライトショー（8月12日・13日）
- BAY SPECTACLE-'89（8月24日-26日）
- ビーチパーク東側海水浴開放（7月21日-9月3日）
- シーサイドフェスティバル（7月21日 竜童組）

## 沿革
- 1984年
  - 福岡市が1989年の市制施行100周年記念事業として博覧会開催計画を市長公約として表明。
  - 12月21日 - 福岡市議会で博覧会促進決議案を可決。
  - 12月28日 - 福岡市経済局に博覧会準備室を設置。
- 1985年
  - 3月5日 - 福岡国際博覧会開催実行委員会発足。
  - 4月 - 百道・地行地区埋立地第一工区（71.5ha）竣工。
  - 4月16日 - 博覧会開催福岡市推進本部設置。
  - 5月28日 - 会場を博多湾西部埋立地百道地区54ha・地行地区24haに決定。
  - 6月10日 - テーマ委員会発足。
  - 7月8日 - 博覧会名「アジア太平洋博覧会-福岡'89」とテーマ・基本理念を決定。
  - 7月15日 - 基本構想委員会発足。
  - 11月25日 - 財団法人アジア太平洋博覧会協会設立。
  - 12月17日 - 九州各県への招請活動を開始。
- 1986年
  - 2月8日 - 第一次財政計画決定、総入場者600万人・有料入場者450万人で事業費127億円とした。
  - 3月17日 - シンボルマーク・愛称を決定。
  - 5月15日 - 国内大手企業への招請活動を開始。
  - 5月19日 - 第一次財政計画・出店営業参加条件を決定。
  - 6月2日 - 開幕1000日前、博多駅前と福岡空港前に広告塔を設置。
  - 6月17日 - 九州電力、西部ガスグループ、NTT九州支社が最初の民間出展を表明。
  - 7月1日 - 事務局を拡充、総務・企画・国際・出店・事業・東京事務所からなる部制を設置。
  - 8月9日 - 外国出展参加要請を開始。
  - 9月 - 百道・地行地区埋立地全工区（138.3ha）竣工。
  - 9月29日 - 公式ポスター第一号制作。
  - 10月 - 百道・地行地区埋立地の愛称を「シーサイドももち」に決定。
- 1987年
  - 2月16日 - 福岡市・西日本鉄道・ガイドウェイバスシステム共同実験研究会によりガイドウェイバス計画の協議を開始。
  - 4月17日-5月14日 - 福岡県内でのキャラバンPRを実施。
  - 4月19日 - 開催2年前イベント「博覧会のつどい」を福岡サンパレスにて開催、テーマソング・音頭やキャンペーンガールユニット「シェイクハンズ」を発表。
  - 7月9日 - テーマ館起工式。
  - 7月24日 - 福岡タワー構想発表。
  - 8月3日 - マスコットマーク制定。
  - 10月4日 - 第二次財政計画決定。有料入場者500万人想定、入場料金体系の決定や会場計画の具体化を踏まえ151億円とする。
  - 10月13日 - オークランド市（アメリカ合衆国）が初の海外出展を表明。
  - 11月19日 - 特別前売券5,000部発売。
- 1988年
  - 1月14日 - 福岡タワー起工式。
  - 1月16日 - 第一期前売り券発売。
  - 3月 - 遊戯施設基本計画作成。
  - 3月30日 - 福岡ウォータープロムナードマリゾン起工式。
  - 3月31日 - JR九州「サザンクロス」を用い九州一周キャンペーン開始。
  - 4月4日-5月2日 - プレイベント「ヤップカヌー5000キロ大冒険の旅」開催、ヤップ島のサタワルから福岡の会場予定地まで5000kmをカヌー「ティーピュー号」で航行。
  - 4月5日 - 会場起工式開催。
  - 10月1日 - 第二期前売り券発売。
  - 11月 - 遊戯施設起工。
  - 11月8日 - 第三次財政計画決定。総入場者700万人・有料入場者600万人想定、営業施設計画の具体化やガイドウェイバス施設提供等を踏まえ151億円とする。
  - 12月14日 - イベント放送局「よかトピアFM」予備免許付与。
- 1989年
  - 1月30日 - 入場料金改定・第2期前売期間延長を決定、博覧会本部を会場内に移転。
  - 2月6日 - よかトピアFMが試験電波を送出開始[5]。
  - 2月8日 - 海外出展品陸揚げ第一号としてフランス・ボルドーからの20ftコンテナ1基が門司港に搬入される。
  - 3月1日 - よかトピアFM開局。
  - 3月7日 - 第4次財政計画決定、消費税施行や宝くじ収入等を踏まえ182億円規模とする。
  - 3月8日 - 遊戯施設竣工。
  - 3月9日 - 特別前売券3種のうち1種が「世界最小の入場券」としてギネス世界記録認定。
  - 3月13日-14日 - プレスプレビュー開催。
  - 3月14日 - 地元住民・博覧会市民推進員・協力者ら15,000人を招待し特別観覧会を実施。
  - 3月16日 - リゾートシアターにて開会式を実施。
    - 10時10分から宮川泰指揮の九州交響楽団の演奏、大型画面ジャンボトロンに南の海や島や人々を投影してアジア太平洋をアピールし、司会の羽佐間正雄・目加田頼子が参加国政府代表などを紹介。10時30分から海外各国地域・国内パビリオンの代表が入場し、草場隆事務局長が博多湾上のヨットから開会宣言を発し福岡県ヨット連盟の外洋ヨットから風船を打ち上げ博多港寄港中の全船が汽笛を吹鳴、その後フィリピンのビンタカヌーから降り立った武田鉄矢が人工海浜部から式典場へ向かいながら主題歌「海からの出会い」を歌唱、桑原敬一協会長の挨拶や奥田八二福岡県知事の歓迎の言葉、九州8県のミスによるお国自慢披露、九州地方知事会代表の高田勇長崎県知事の挨拶、武田鉄矢がステージ登壇の後加山雄三による語りと歌唱、小谷宏三による竹下登総理大臣からの祝辞代読、金森正雄経団連副会長の祝辞、ジャンボトロンでの福岡市の4姉妹友好都市の市長メッセージ上映、永倉三郎九州・山口経済団体連合会の挨拶、早田俊雄九州郵政局長から桑原会長への博覧会記念切手初刷り切手シート進呈、ミュージカルファンタジー「HIMIKO」・「アセアンツーリズムフェスティバル」のプレビュー披露、マスコットキャラクターと同じ「太平」「洋子」の名前を持つ17名の子供と21世紀に20歳となる百道・西新小学校の小学2年生238名が「世界はひとつ」を歌唱し登場し福岡インターナショナルスクール生徒も英語での歌唱を交えて登場、そしてキャンペーンガール「シェイクハンズ」によるキャンペーンソング「よかトピアホリデー」にのせたダンス披露でフィナーレを飾った。

  - 3月17日 - 南・東ゲートにて開幕式を実施。
    - 南ゲートでは9時20分から奥田福岡県知事・桑原福岡市長・ロサリオ在日フィリピン大使ら22名が紹介され福岡県警察音楽隊・航空自衛隊西部音楽隊のファンファーレとともにミス福岡3名と民族衣装を着た各国留学生とともにテープカットを行い、1万個の風船と150羽の鳩を打ち上げ開門を行いシェイクハンズ、企業コンパニオンが出迎えた。
    - 東ゲートでは陸上自衛隊第四音楽隊と福岡市消防音楽隊・パフォーマンスグループ「カーニバルス」の演奏を実施。

  - 4月16日 - 入場者100万人達成。李鵬中国国務院総理夫妻が来訪。
  - 6月25日 - 入場者350万人達成。
  - 7月24日 - 皇太子来訪。
  - 7月25日 - 常陸宮・同妃来訪。
  - 8月25日 - 入場目標数700万人達成。
  - 8月26日 - 寬仁親王来訪。
  - 8月27日 - 期間中最多の192,538名入場。
  - 9月2日 - 入場者800万人達成。
  - 9月3日 - リゾートシアターにて閉会式を実施。
    - 午後5時よりシェイクハンズのパフォーマンス、航空自衛隊西部音楽隊の「海からのであい」演奏、コンパニオン・スタッフ計280名の入場行進、主催者代表10名の紹介と桑原会長の代表挨拶、参加者代表9名への感謝状贈呈、福岡アカデミー少年合唱団による「海からのであい」合唱、21世紀に成人となる百道・西新小学校の小学3年生230名と福岡インターナショナルスクール生徒20名登壇による「世界はひとつ」合唱、そして男女児童代表が閉会宣言を行った。式後は役員・関係者が二班に別れそれぞれ航空自衛隊西部音楽隊と福岡市消防音楽隊の先導で南・東各ゲートまでパレードを行い両ゲートで最後の観客を見送った。

  - 9月15日 - 福岡タワー営業再開。
  - 9月21日 - 福岡ウォータープロムナードマリゾン営業再開。
  - 10月末 - 道路・公園・緑道等行政財産予定地の現状復旧を完了。
  - 12月 - 会場全体の現状復旧を完了。
- 1990年
  - 3月 - 決算額確定、収入193億4600万円・支出170億8200万円で22億6400万円の黒字とする。
  - 6月11日 - 博覧会の寄付金などを元に国際交流事業を主目的とした「よかトピア記念国際財団」を発足。

## アクセス
会場アクセス
- 路線バス - 分担率23.6%を予定したが、会場直通バスでの分担実績は17.1%にとどまり、この他会場非直通のバス路線利用者の徒歩入場が10%程いたと見られている。
  - 西日本鉄道が福岡空港、博多駅交通センター、福岡駅天神バスセンター、地下鉄西新→藤崎→会場左回り循環、西新、北九州・筑豊・甘木・佐賀から会場直通便を運行。
  - 昭和自動車が唐津、前原から会場直通便を運行。
- 自家用駐車場として乗用車用に北エリア3区画2000台・南エリア2区画1333台・西エリア414台のアスファルト敷き常設駐車場、北エリア3区画4018台・西エリア560台の砂利敷き臨時駐車場、バス用に3区画429台を設置。4月末にはゴールデンウィークを控え本部東側に400台分を追加するも約5500台を周辺空き地への無料駐車とし、その後8月から1500台追加を行うも8月・9月は連日駐車能力の上限に至った。
  - 駐車料金（17時以降バイク除き半額、バスは平日無料）：自家用車1000円、バス3000円、バイク100円
- 福岡市営地下鉄では西新駅を最寄り駅としたが、800mと遠く離れていることや都市高速経由の直通バスの利便性が勝り分担率は28.3%の予定を大きく下回る11.1%となった。
- 二輪車駐輪場：原付・自動二輪290台、自転車1000台
- 福岡市営地下鉄、西鉄大牟田線、JR九州が特別デザイン電車「よかトピア号」を運行。またJR九州はJR化後初となる新型車両811系、西鉄では新型特急車両8000形をそれぞれデビューさせ、それぞれ臨時列車として（博多駅・西鉄福岡駅で地下鉄・バス等に乗り換える必要がある）運行を行ったほか、JR九州では貨物線である博多臨港線を期間限定で旅客運転を行い、当時「SLあそBOY」で使用されていた蒸気機関車58654（8620形） が牽引する12系客車、キハ58系気動車「アクアエクスプレス」をアクセス列車として投入した。
- 安田産業汽船が、海の中道から博覧会場まで高速船「オーシャンライナー5」を用いて海上輸送を実施。

会場内輸送
- ガイドウェイバス「デュエット号」 - 会場内輸送の中心として博覧会協会が軌道事業者となり日本初のガイドウェイバスを無料運行。会期中のみの期間限定運行であり、軌道法の期間限定営業特許に基づく案内軌条式の軌道路線であった[6]。前後間隔の確認のため運転士が乗り込む形で自動運転を行い、8月末の乗客へのアンケートでは7%が自動運転への不安を回答する程度で大半は乗り心地や待ち時間の少なさや眺望に満足を得たと分析されており、利用客数については大半がガイドウェイバス停留所から遠い南ゲートから入退場した事やPR不足もあり当初の推定を下回った[7]。
  - 運行区間：東ゲート - パビリオン東 - パビリオン西 - プレイランド（往復運行・841m）[8]
  - 運転間隔：平日5分間、日祝日約4分間
  - 営業時間：通常時9:30 - 18:00、5月3-4日・6月土曜日・7月1日-9月2日9:30 - 21:00[7]
  - 施設参加：西日本鉄道、ガイドウェイバス共同実験研究会
  - 車両：37人乗り4台・後部をシアター形式にし車内ではガイドウェイバスの紹介ビデオを放映。
  - 総走行距離：約38,000km（1日平均約200km）
  - 総利用客数：約88万人
  - 総運行時間：1663.5時間[7]
- 会場内循環バス - 博覧会協会のフィリピン製12人乗りジープニー、西日本鉄道の10人乗り電気自動車「サンダー号」、福岡市社会福祉協議会の車椅子専用軽四輪車「コスモス号」を運行。また運営主体はいずれも西日本鉄道。
  - 運行区間：いずれも右回り循環運行。
    - 通常運行：プレイランド前→リゾートシアター前→東ゲート前→グルメワールド前→西パビリオン前→プレイランド前（約1.2km）
    - 午後2時以降：プレイランド前→リゾートシアター前→東ゲート前→グルメワールド前→南ゲート前→西パビリオン前→プレイランド前（約1.8km）

  - 料金
    - ジープニー・電気自動車：大人200円、小人100円、身障者・70歳以上無料
    - コスモス号：身障者・介護者無料

## 協賛事業
- 西日本宝くじにおいて記念宝くじを発行。1988年3月10日の第1050回250万通、1989年3月2日の第1087回260万通、1989年5月11日の第1094回300万通を発行し、西島伊三雄がデザインを担当しマスコットキャラクターもあしらわれた。また会期中にはインスタント式のイベント宝くじ「よかトピアラッキー3」を当初200万枚発行し7月2日に完売、その後7月5日に追加分176万枚を発行し8月22日に完売した。
- 公式記念メダルが1989年3月に発売。西日本新聞社に販売を委託し、社内や福岡市内のデパートで発売・受注生産を実施。プラチナメダル（15万円）、大型金メダル（12万円）、小型金メダル（36,000円）、銀メダル9,000円、銅メダル5,000円の5種が発行され、河原美比古がデザインを担当。
- 郵政省より記念切手が1989年3月16日に発行された。切手図案は久野実が担当し、アジア太平洋を中心とした地球と会場全景が描かれている。
  - 額面は当時の定形郵便基本料金料金である60円だったが、直後の4月1日に消費税が導入され郵便料金が62円になったため、同一の意匠で額面を62円に変更したものが同年4月18日に発行されている。発行枚数であるが、前者は2700万枚と当時の記念切手の発行枚数とほぼ同じであったが、後者は249.8万枚であり、発行枚数が9分の1であり、62円の方が希少である。
- 日本たばこ産業より、記念観光たばことしてマイルドセブン50万箱を1989年3月1日から9月3日まで発売。渡辺裕彦がデザインを担当し表にアジア太平洋ゾーンのパース画と裏に博覧会マークを描いた。